# Línguas da Guiné Equatorial
As línguas oficiais da Guiné Equatorial são: em primeiro lugar o espanhol, em segundo o francês e, em terceiro, recentemente se juntou o português. A Guiné Equatorial é o primeiro país independente a ter o espanhol e o francês como línguas oficiais simultaneamente. Mesma relação entre o espanhol e o português, e também entre o francês e o português. As línguas africanas faladas no país são reconhecidas como parte da cultura nacional.

## Línguas de origem europeia

### Espanhol
O espanhol é o idioma do sistema de ensino, devido a que a maioria da população (cerca de 88%) pode falá-lo, mas apenas cerca de 10-15% da população tem um alto nível de proficiência na língua.
A grande maioria dos equato-guineenses falam espanhol como primeira ou segunda língua, especialmente aqueles que vivem na capital, Malabo, e os que vivem nas proximidades. O espanhol foi a língua oficial entre 1844 e 1970, durante um breve período nos anos 1970, o espanhol foi declarada língua "importada" e seu uso foi proibido, também não existia na Guiné Equatorial qualquer Academia de Língua Espanhola como o resto países que têm o castelhano como língua oficial. A partir de 3 de agosto de 1979 foi novamente declarada língua oficial. Recentemente, o governo da Guiné Equatorial criou uma Academia Equato-guineense da Língua Espanhola, em 2014; o estabelecimento de um programa para fortalecer a difusão do espanhol nos meios de comunicação e fortalecer os cursos de espanhol para estrangeiros já estabelecidos pela Universidade Nacional da Guiné Equatorial.

### Francês
Desde 1998, o francês é uma língua oficial da Guiné Equatorial, para se juntar à Comunidade Econômica e Monetária da África Central pela circulação monetária (Franco CFA). O francês foi adotado como língua oficial, embora, na prática, a sua utilização é muito pequena e foi adotada a fim de pertencer à comunidade de Estados de língua francesa (Francofonia), com os benefícios da abertura de mercado significativo.

### Português

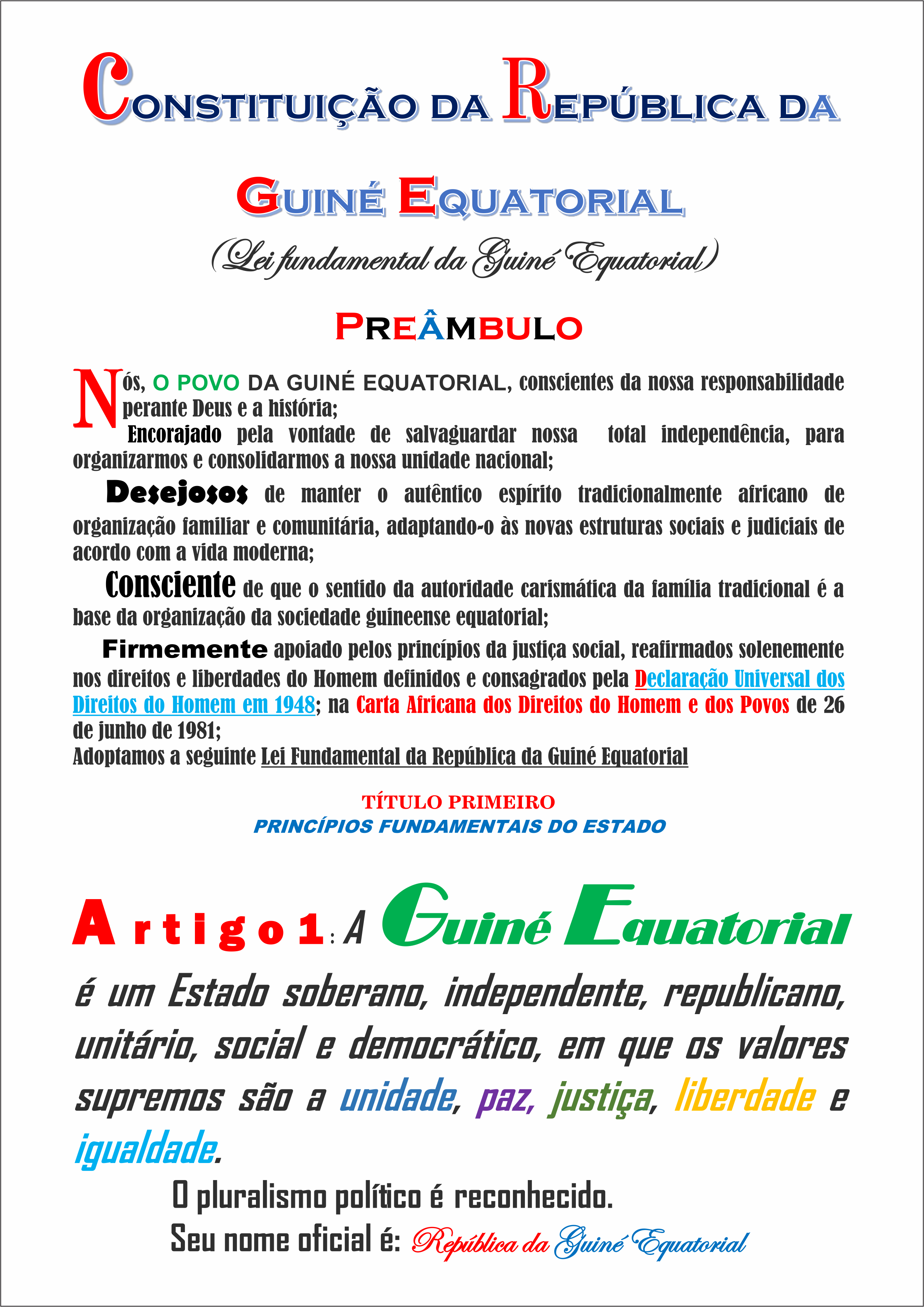
Preâmbulo e artigo primeiro da constituição guinéu-equatoriana em português, um dos idiomas oficiais do país.

O português foi oficializado em 20 de julho de 2010 como a terceira língua oficial da Guiné Equatorial, a fim de conseguir a adesão plena da Comunidade dos Países de Língua Portuguesa (CPLP). Na época, o país também pediu o apoio dos oito países membros (Angola, Brasil, Cabo Verde, Guiné-Bissau, Moçambique, Portugal, São Tomé e Príncipe e Timor-Leste) para difundir o ensino da língua portuguesa no país, para formação profissional e acolhimento de seus alunos por parte dos países da comunidade lusófona. A Guiné Equatorial foi aceite, em 23 de julho de 2014, por consenso como membro de pleno direito da CPLP. No mesmo ano, o governo da Guiné Equatorial disse que irá tomar medidas para a difusão da língua portuguesa no país, com a promoção do seu ensino nas escolas primárias, e também aprovou a criação de um centro de estudos multidisciplinares de expressão portuguesa dedicado aos países da CPLP, cujas portas se abrirão ao público no ano escolar de 2015.
O Fá d'Ambô, uma língua crioula com desenvolvimento autóctone na ilha de Ano-Bom, também tem uma base lexical portuguesa.

## Línguas nativas
As línguas nativas são reconhecidas como parte da cultura nacional; fangue, falada também em partes da República dos Camarões, Gabão e Congo; bubi, falado na ilha de Bioko; balengue, na região continental; ibo e crioulo inglês (Pichi, pichinglis < pidgin English) também em Bioko e Bisio-bujeba. A língua benga - ndowe (também chamado de Kombe ou Ngumbi) pertence ao grupo dos ndowe localizados no litoral do continente, e está relacionado com o bubi. O pichi não tem reconhecimento oficial e não há estatísticas confiáveis, mas, provavelmente, tem mais falantes do que as línguas nativas, exceto talvez a fangue.

### Fangue
O fangue é a principal língua do território continental da Guiné Equatorial, tem mais de um milhão de falantes dos quais cerca de 300 mil são equato-guineenses. É uma língua banta da área geográfica A (na classificação do Guthrie).

### Línguas Bubi-benga
A língua Bubi é a principal língua da ilha de Bioko, em 1995 o número de falantes era estimado em 40 000. É uma língua banta da área geográfica A (na classificação do Guthrie).
O benga é falado na costa sul do Rio Muni entre ndowe por cerca de 3 mil pessoas e é considerado claramente relacionada com o Bubi. Também o batanga falado ao norte de benga por 9 mil pessoas na Guiné Equatorial (no Gabão haveria outros 6 mil falantes). Fala-se na parte sul da região costeira do Rio Muni. Se considera relacionado com o benga. O Yassa (também chamado yasa ou lyassa) também é considerado uma língua Bubi-benga falado por cerca de 900 pessoas (em 2000).

### Seki
O Seki (também chamado beseki ou Seke) é falado por cerca de 11 mil pessoas (em 2001). No norte, ao longo da fronteira com Camarões (há um outro grupo de falantes de Seki no Gabão). É uma língua banta da área geográfica B (na classificação do Guthrie).

### Kwasio-Bujeba
O kwassio, Bissio ou bujeba era falado por 8 500 pessoas em 1982. Ele é falado na região costeira do Rio Muni embora não na beira mar, que é ocupado pelos "playeros" ou ndowe. É uma língua banta da área geográfica A (na classificação do Guthrie).

### Balengue
A língua balengue, molengue ou Lengue, é falado no sul da Guiné Equatorial por alguns milhares de pessoas em 2002. É uma língua banta da área geográfica B (na classificação do Guthrie), embora outros autores o consideram uma língua banta do noroeste ainda não classificado corretamente.

## Pidgins e crioulos
Os pidgins e crioulos são línguas desenvolvidas nativamente, mas cuja origem e desenvolvimento é causada pelo contato com os colonizadores europeus. No território da Guiné Equatorial há dois desses idiomas:
- O Fá d'Ambô falado na ilha de Ano-Bom
- O Pidgin English da África Ocidental é falado especialmente nas regiões que fazem fronteira com Camarões.

### Pichi
O Pichi (pichinglis) derivado da língua crioula Krio, que veio pela primeira vez para a ilha de Bioko liderado por colonos africanos que vieram de Freetown, Serra Leoa, em 1827. O Pichi é a segunda língua mais falada no país, atrás apenas do fangue e seguido de perto pelo Bubi. Empregado principalmente por fernandinos, grupo étnico criado em Bioko.